# Motlatsi Shale
Motlatsi Shale (ur. 26 października 1980) – lesotyjski piłkarz, grający na pozycji napastnika.

## Kariera klubowa
Od 2000 do 2003 roku, Shale grał w klubie z Republiki Południowej Afryki, Bloemfontein Celtic FC. Występował tam razem ze swoimi rodakami z Lesotho, Lehlohonolo Seemą i Lebajoą Mphongoa. W sezonie 2003/2004 Shale zmienił klub. Wrócił do ojczyzny, by bronić barwy Matlamy Maseru. W roku 2006 przeniósł się do FC Likhopo, gdzie zakończył karierę.

## Kariera reprezentacyjna
Shale ma za sobą występy w reprezentacji Lesotho. W latach 1998–2006 wystąpił w niej 22 razy i strzelił 5 goli. Grał między innymi na turniejach COSAFA Cup 1999, 2000 oraz 2006. Brał także udział w eliminacjach do Mistrzostwa Świata 2006, na które jego reprezentacja ostatecznie nie awansowała.